# Copa del Generalísimo 1965/66
Die Copa del Generalísimo 1965/66 war die 62. Austragung des spanischen Fußballpokalwettbewerbes, der heute unter dem Namen Copa del Rey stattfindet.
Der Wettbewerb startete am 24. Oktober 1965 und endete mit dem Finale am 29. Mai 1966 im Estadio Santiago Bernabéu in Madrid. Titelverteidiger des Pokalwettbewerbes war Atlético Madrid. Den Titel gewann Real Saragossa durch einen 2:0-Erfolg im Finale gegen Atlético Bilbao. Damit qualifizierte sich Saragossa für den Europapokal der Pokalsieger 1966/67.

## Vorrunde
Die Hinspiele wurden am 24. Oktober, die Rückspiele am 8. Dezember 1965 ausgetragen.
|                   | Gesamt |                     | Hinspiel | Rückspiel |
| ----------------- | ------ | ------------------- | -------- | --------- |
| FC Algeciras      | 1:3    | UP Langreo          | 0:0      | 1:3       |
| FC Badalona       | 1:5    | Hércules Alicante   | 1:4      | 0:1       |
| FC Burgos         | 0:4    | CD Mestalla         | 0:1      | 0:3       |
| Calvo Sotelo CF   | 4:3    | FC Barakaldo        | 4:1      | 0:2       |
| CD Constancia     | 1:4    | Real Oviedo         | 1:2      | 0:2       |
| CD Europa         | 2:1    | CD Badajoz          | 2:1      | 0:0       |
| Real Gijón        | 4:0    | Real Murcia         | 2:0      | 2:0       |
| CD Hospitalet     | 2:2    | Real Valladolid     | 1:0      | 1:2       |
| Recreativo Huelva | 2:3    | CA Osasuna          | 1:1      | 1:2       |
| SD Indautxu       | 6:1    | FC Cádiz            | 5:0      | 1:1       |
| UD Lérida         | 4:3    | Atlético Ceuta      | 3:1      | 1:2       |
| Levante UD        | 0:4    | Celta Vigo          | 0:2      | 0:2       |
| Melilla CF        | 02:10  | Deportivo La Coruña | 1:1      | 1:9       |
| Rayo Vallecano    | 1:3    | Real Sociedad       | 1:1      | 0:2       |
| Real Santander    | 3:3    | FC Granada          | 1:0      | 2:3       |
| CD Teneriffa      | 2:2    | CD Condal           | 2:1      | 0:1       |

### Entscheidungsspiele
Die Spiele wurden am 13. Januar sowie am 3. und 16. März 1966 in Madrid ausgetragen.
|                | Ergebnis |                 |
| -------------- | -------- | --------------- |
| CD Hospitalet  | 1:2      | Real Valladolid |
| Real Santander | 1:0      | FC Granada      |
| CD Teneriffa   | 1:2      | CD Condal       |

## Runde der letzten 32
Die Hinspiele wurden am 10. April, die Rückspiele am 17. April 1966 ausgetragen.
|                   | Gesamt |                     | Hinspiel | Rückspiel |
| ----------------- | ------ | ------------------- | -------- | --------- |
| Calvo Sotelo CF   | 2:9    | Real Saragossa      | 1:4      | 1:5       |
| CD Condal         | 2:6    | Atlético Bilbao     | 1:3      | 1:3       |
| FC Córdoba        | 3:0    | UD Lérida           | 2:0      | 1:0       |
| RCD Español       | 3:2    | Celta Vigo          | 2:1      | 1:1       |
| Hércules Alicante | 2:2    | UD Las Palmas       | 2:1      | 0:1       |
| SD Indautxu       | 2:8    | Elche CF            | 1:3      | 1:5       |
| UP Langreo        | 2:4    | FC Valencia         | 1:2      | 1:2       |
| CD Mestalla       | 1:3    | Atlético Madrid     | 1:3      | 0:0       |
| CA Osasuna        | 4:5    | CD Málaga           | 1:3      | 3:2       |
| Real Oviedo       | 1:4    | Betis Sevilla       | 1:0      | 0:4       |
| FC Pontevedra     | 2:3    | Deportivo La Coruña | 0:2      | 2:1       |
| Real Madrid       | 6:2    | Real Gijón          | 2:0      | 4:2       |
| RCD Mallorca      | 5:0    | Real Sociedad       | 2:0      | 3:0       |
| CD Sabadell       | 1:1    | CD Europa           | 1:1      | 0:0       |
| Real Santander    | 00:10  | CF Barcelona        | 0:2      | 0:8       |
| FC Sevilla        | 2:3    | Real Valladolid     | 2:0      | 0:3       |

### Entscheidungsspiele
Die Spiele wurden am 19. und 20. April in Barcelona und Las Palmas ausgetragen.
|                   | Ergebnis |               |
| ----------------- | -------- | ------------- |
| CD Sabadell       | 2:0      | CD Europa     |
| Hércules Alicante | 0:1      | UD Las Palmas |

## Achtelfinale
Die Hinspiele wurden am 24. April, die Rückspiele am 1. Mai 1966 ausgetragen.
|                     | Gesamt |                 | Hinspiel | Rückspiel |
| ------------------- | ------ | --------------- | -------- | --------- |
| Atlético Bilbao     | 3:2    | UD Las Palmas   | 1:0      | 2:2       |
| FC Córdoba          | 1:6    | Real Saragossa  | 0:2      | 1:4       |
| Deportivo La Coruña | 1:5    | Elche CF        | 1:2      | 0:3       |
| Español             | 2:5    | Betis Sevilla   | 2:1      | 0:4       |
| Real Madrid         | 2:2    | CD Málaga       | 1:1      | 1:1       |
| RCD Mallorca        | 3:5    | CF Barcelona    | 2:0      | 1:5       |
| CD Sabadell         | 2:1    | Real Valladolid | 2:0      | 0:1       |
| FC Valencia         | 1:2    | Atlético Madrid | 0:0      | 1:2       |

### Entscheidungsspiele
Das Spiel wurde am 4. Mai in Valencia ausgetragen.
|             | Ergebnis |           |
| ----------- | -------- | --------- |
| Real Madrid | 2:0      | CD Málaga |

## Viertelfinale
Die Hinspiele wurden am 8. Mai, die Rückspiele am 15. Mai 1966 ausgetragen.
|                 | Gesamt |                 | Hinspiel | Rückspiel |
| --------------- | ------ | --------------- | -------- | --------- |
| Atlético Madrid | 1:2    | Atlético Bilbao | 1:0      | 0:2       |
| CF Barcelona    | 3:0    | Elche CF        | 1:0      | 2:0       |
| Betis Sevilla   | 5:4    | Real Madrid     | 3:2      | 2:2       |
| CD Sabadell     | 1:7    | Real Saragossa  | 1:4      | 0:3       |

## Halbfinale
Die Hinspiele wurden am 19. Mai, die Rückspiele am 22. Mai 1966 ausgetragen.
|                 | Gesamt |                | Hinspiel | Rückspiel |
| --------------- | ------ | -------------- | -------- | --------- |
| Atlético Bilbao | 5:2    | Betis Sevilla  | 1:1      | 4:1       |
| CF Barcelona    | 2:3    | Real Saragossa | 2:2      | 0:1       |

## Finale
| Real Saragossa                                     | Real Saragossa | Atlético Bilbao | Atlético Bilbao |
| -------------------------------------------------- | --- | --- | --------------- |
| Real Saragossa                                     | \| 29. Mai 1966 in Madrid (Estadio Santiago Bernabéu) \| \| Ergebnis: 2:0 (2:0) \| \| Zuschauer: 95.000 \| \| Schiedsrichter: Félix Birigay \|                                                                                            | \| 29. Mai 1966 in Madrid (Estadio Santiago Bernabéu) \| \| Ergebnis: 2:0 (2:0) \| \| Zuschauer: 95.000 \| \| Schiedsrichter: Félix Birigay \|                                                                                  | Atlético Bilbao |
| Real Saragossa                                     | Enrique Yarza – José Ramón Irusquieta, Francisco Santamaría, Severino Reija – Antonio País, José Luis Violeta – Canário, Eleuterio Santos, Marcelino, Juan Manuel Villa, Carlos Lapetra Cheftrainer: Ferdinand Daučík ( Tschechoslowakei) | José Ángel Iribar – Luis María Zugazaga, Juan María Zorriqueta, Ramón Senarriaga – José Ramón Larrauri, Fidel Uriarte – Antón Arieta, Koldo Aguirre , José María Argoitia, Chechu Rojo, Pedro Lavín Cheftrainer: Agustín Gaínza | Atlético Bilbao |
| Real Saragossa                                     | 1:0 Juan Manuel Villa (26.) 2:0 Carlos Lapetra (41.) | | Atlético Bilbao |
| 29. Mai 1966 in Madrid (Estadio Santiago Bernabéu) | | |                 |
| Ergebnis: 2:0 (2:0)                                | | |                 |
| Zuschauer: 95.000                                  | | |                 |
| Schiedsrichter: Félix Birigay                      | | |                 |